# Тывровская поселковая община
Тывровская поселковая община (укр. Тиврівська селищна громада) — образованная территориальная община в Винницком районе Винницкой области Украины.
Административный центр — посёлок городского типа Тывров.

## Населённые пункты
В составе общины 1 пгт (Тывров) и 25 сёл:
| Василевка | Василевка | Ивоновцы   | Ивоновцы   | Круги         | Круги         | Соколинцы  | Соколинцы  |
| Гришевцы  | Гришевцы  | Искровка   | Искровка   | Курники       | Курники       | Строинцы   | Строинцы   |
| Дзвониха  | Дзвониха  | Канава     | Канава     | Майдан        | Майдан        | Уяринцы    | Уяринцы    |
| Дубина    | Дубина    | Кобелецкое | Кобелецкое | Новое Мисто   | Новое Мисто   | Черемошное | Черемошное |
| Жахновка  | Жахновка  | Колюхов    | Колюхов    | Онитковцы     | Онитковцы     |            |            |
| Зарванка  | Зарванка  | Красное    | Красное    | Пирогов       | Пирогов       |            |            |
| Иванковцы | Иванковцы | Краснянка  | Краснянка  | Рахны-Полевые | Рахны-Полевые |            |            |